# Hôtel Astor (New York)
Pour les articles homonymes, voir hôtel Astor.
L’hôtel Astor est un ancien hôtel situé à New York, aux États-Unis. 

## Localisation
L'hôtel était situé sur Broadway entre la 44e et la 45e Rue.

## Historique
Construit en 1904 par le cabinet d’architecture Clinton & Russell, il est démoli en 1967 pour laisser place au gratte-ciel One Astor Plaza.

## Galerie

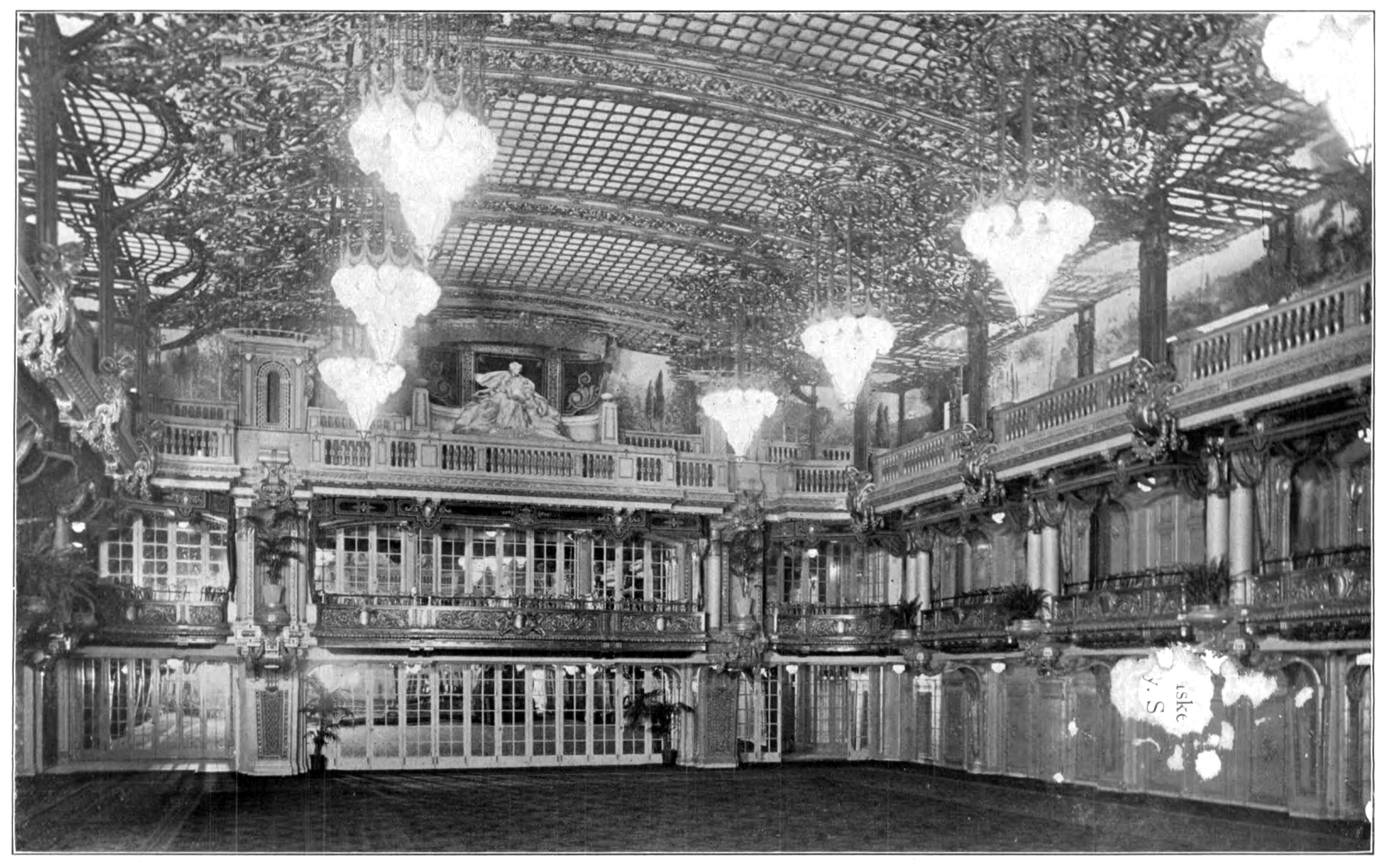
La salle de bal, vers 1910.
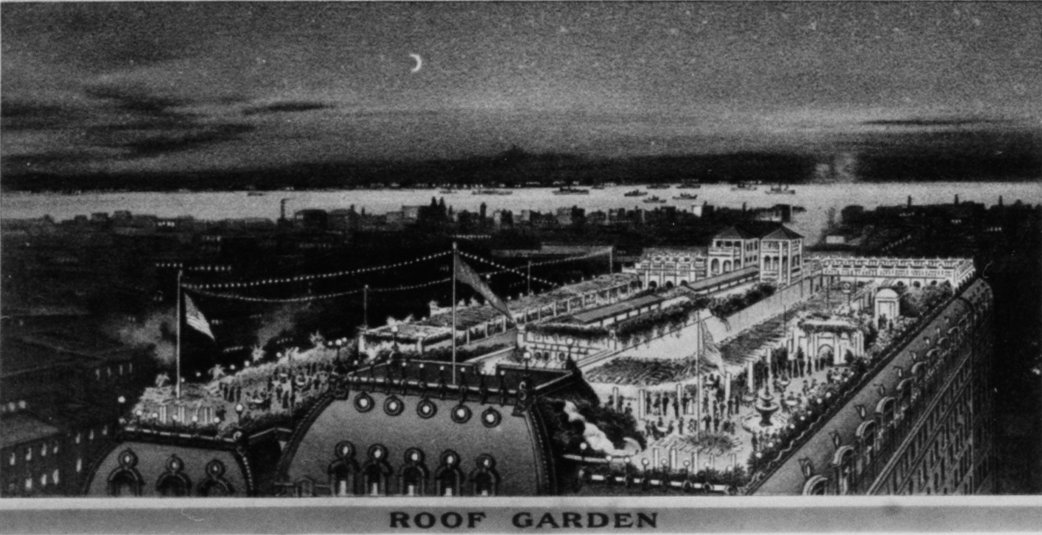
Le rooftop en 1904.
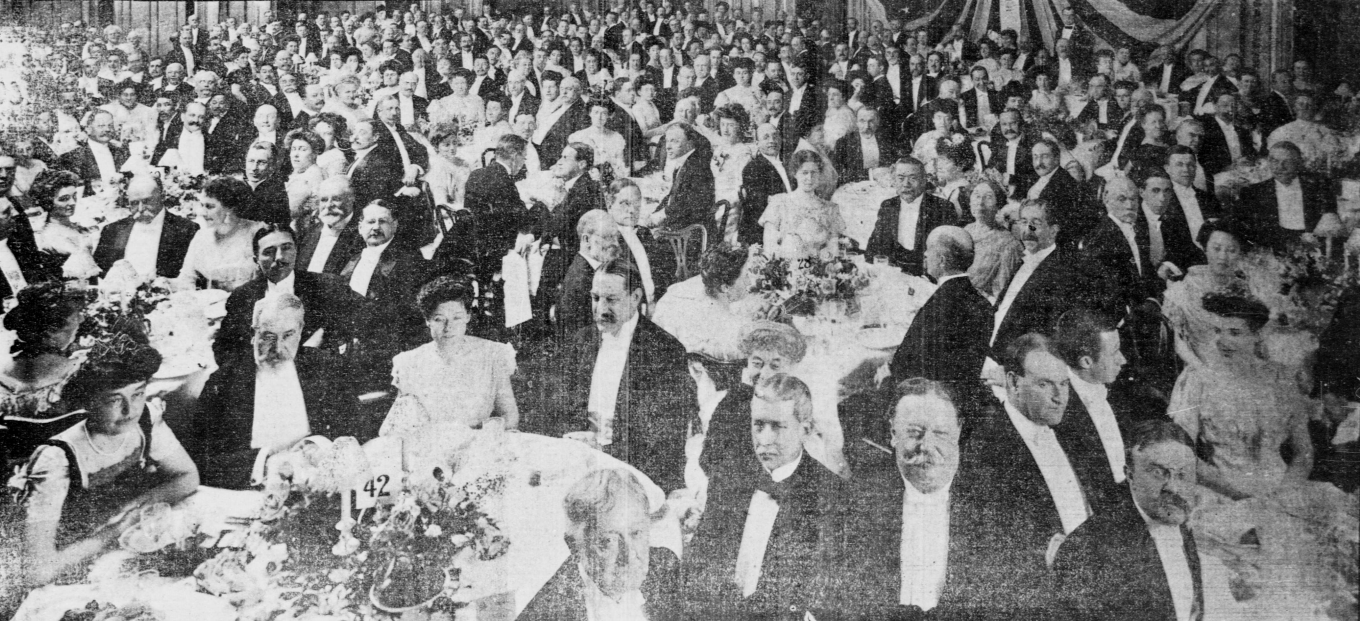
Dîner de la Peace Society en 1909, en présence du président américain William Howard Taft.

## Sources
- (en) Cet article est partiellement ou en totalité issu de l’article de Wikipédia en anglais intitulé « Hotel Astor (New York City) » (voir la liste des auteurs).